# Gran Premio del Messico 1987
Il Gran Premio del Messico 1987 è stato il 450º Gran Premio di Formula 1 della storia, corso il 18 ottobre 1987 all'Autodromo Hermanos Rodríguez. Fu la quattordicesima e terz'ultima gara del Campionato Mondiale di Formula 1 1987. Inoltre segna l'ultima gara in F1 per Pascal Fabre.

## Prima della gara
- Dopo aver preso parte alle gare in Italia e Spagna con una vettura affidata a Nicola Larini, la Coloni rinunciò alle costose trasferte extraeuropee.
- L'Osella, che aveva schierato due monoposto nelle gare precedenti, ridusse la propria presenza alla singola vettura di Alex Caffi.
- La Larrousse schierò invece una seconda monoposto, affidandola a Yannick Dalmas.

## Riassunto della gara
In qualifica ci furono una serie di seri incidenti, dovuti al fatto che l'asfalto del tracciato risultò fortemente deteriorato. Sia Nigel Mansell che Ayrton Senna sbatterono, ma l'inglese riuscì comunque a conquistare la pole davanti all'ormai consueta Ferrari di Gerhard Berger ed al compagno Nelson Piquet. La quarta piazza fu di Thierry Boutsen (Benetton) davanti alla McLaren di Alain Prost e a Teo Fabi. Ancora una volta la qualifica di Senna fu deludente, con il brasiliano che fece segnare solo il settimo tempo davanti a Riccardo Patrese.
Alla partenza Mansell sbagliò lo scatto facendosi passare da Berger, Boutsen, Piquet e Prost. Gli ultimi due, però, entrarono in contatto al tornante di curva 6 su un tentativo di attacco del francese. Prost fu costretto al ritiro, Piquet invece poté continuare. Ci furono alcuni incidenti nelle retrovie, tra cui il più evidente vide protagonista Stefan Johansson, che dopo essere andato in testacoda, fu urtato e costretto al ritiro da Christian Danner, con la McLaren che vide così entrambe le monoposto ritirate dopo pochi giri.
Davanti Boutsen prese la vetta passando Berger, con Mansell terzo e piuttosto staccato; la gara del belga terminò però poco dopo, quando rallentò, cedette la leadership a Berger e poi si ritirò per un problema elettronico. Lo stesso ferrarista si dovette ritirare sei giri dopo per una rottura al motore; anche il compagno Alboreto si era ritirato non molto prima per un guasto analogo.
Mansell si ritrovò inaspettatamente al comando davandi a Senna e Patrese, abile a sfruttare gli errori commessi nelle retrovie da Piquet e Prost. Il brasiliano era quarto, dietro proprio all'italiano della Brabham. Successivamente fu esposta bandiera rossa, poiché Derek Warwick della Arrows ebbe un gravissimo incidente all'ultima curva, per motivi ancora non chiari, che lo portò a sbattere violentemente contro le barriere. Il pilota uscì comunque illeso dall'incidente.
Una nuova griglia fu formata nell'ordine in cui si trovavano le vetture prima dell'incidente. Alla partenza Piquet ebbe un ottimo scatto, ma Mansell non si fece sorprendere e dominò il resto della gara. Nelle fasi conclusive Senna andò in testacoda a causa di un guasto alla frizione e fu costretto al ritiro, lasciando così a Piquet il secondo posto a completare un'altra doppietta Williams, davanti a Riccardo Patrese su Brabham. Quarto fu Eddie Cheever su Arrows davanti a Teo Fabi (Benetton) e Philippe Alliot (Lola Larrousse).

## Qualifiche
| Pos                     | No | Pilota             | Costruttore              | Tempo    | Distacco |
| ----------------------- | -- | ------------------ | ------------------------ | -------- | -------- |
| 1                       | 5  | Nigel Mansell      | Williams - Honda         | 1'18"383 |          |
| 2                       | 28 | Gerhard Berger     | Ferrari                  | 1'18"426 | +0"043   |
| 3                       | 6  | Nelson Piquet      | Williams - Honda         | 1'18"463 | +0"080   |
| 4                       | 20 | Thierry Boutsen    | Benetton - Ford          | 1'18"691 | +0"308   |
| 5                       | 1  | Alain Prost        | McLaren - TAG Porsche    | 1'18"742 | +0"359   |
| 6                       | 19 | Teo Fabi           | Benetton - Ford          | 1'18"992 | +0"609   |
| 7                       | 11 | Ayrton Senna       | Lotus - Honda            | 1'19"089 | +0"706   |
| 8                       | 7  | Riccardo Patrese   | Brabham - BMW            | 1'19"889 | +1"506   |
| 9                       | 27 | Michele Alboreto   | Ferrari                  | 1'19"967 | +1"584   |
| 10                      | 8  | Andrea De Cesaris  | Brabham - BMW            | 1'20"141 | +1"758   |
| 11                      | 17 | Derek Warwick      | Arrows - Megatron        | 1'21"664 | +3"281   |
| 12                      | 18 | Eddie Cheever      | Arrows - Megatron        | 1'21"705 | +3"322   |
| 13                      | 9  | Martin Brundle     | Zakspeed                 | 1'21"711 | +3"328   |
| 14                      | 24 | Alessandro Nannini | Minardi - Motori Moderni | 1'22"035 | +3"652   |
| 15                      | 2  | Stefan Johansson   | McLaren - TAG Porsche    | 1'22"185 | +3"802   |
| 16                      | 12 | Satoru Nakajima    | Lotus - Honda            | 1'22"214 | +3"831   |
| 17                      | 10 | Christian Danner   | Zakspeed                 | 1'22"593 | +4"210   |
| 18                      | 25 | René Arnoux        | Ligier - Megatron        | 1'23"053 | +4"670   |
| 19                      | 23 | Adrián Campos      | Minardi - Motori Moderni | 1'23"955 | +5"572   |
| 20                      | 16 | Ivan Capelli       | March - Ford             | 1"24"404 | +6"021   |
| 21                      | 26 | Piercarlo Ghinzani | Ligier - Megatron        | 1'24"553 | +6"170   |
| 22                      | 3  | Jonathan Palmer    | Tyrrell - Ford           | 1'24"723 | +6"340   |
| 23                      | 29 | Yannick Dalmas     | Lola Larrousse - Ford    | 1'24"745 | +6"362   |
| 24                      | 30 | Philippe Alliot    | Lola Larrousse - Ford    | 1'25"096 | +6"713   |
| 25                      | 4  | Philippe Streiff   | Tyrrell - Ford           | 1'26"305 | +7"922   |
| 26                      | 21 | Alex Caffi         | Osella - Alfa Romeo      | 1'27"670 | +9"287   |
| Vetture non qualificate |    |                    |                          |          |          |
| NQ                      | 14 | Pascal Fabre       | AGS - Ford               | 1'28"655 | +10"272  |

## Ordine d'arrivo
| Pos   | N° | Pilota             | Team                     | Giri | Tempo/Ritiro                           | Partenza | Punti |
| ----- | -- | ------------------ | ------------------------ | ---- | -------------------------------------- | -------- | ----- |
| 1     | 5  | Nigel Mansell      | Williams - Honda         | 63   | 1:26:24.207                            | 1        | 9     |
| 2     | 6  | Nelson Piquet      | Williams - Honda         | 63   | + 26.176                               | 3        | 6     |
| 3     | 7  | Riccardo Patrese   | Brabham - BMW            | 63   | + 1:26.879                             | 8        | 4     |
| 4     | 18 | Eddie Cheever      | Arrows - Megatron        | 63   | + 1:41.352                             | 13       | 3     |
| 5     | 19 | Teo Fabi           | Benetton - Ford          | 61   | + 2 Giri                               | 6        | 2     |
| 6 (1) | 30 | Philippe Alliot    | Lola Larrousse - Ford    | 60   | + 3 Giri                               | 24       | 1     |
| 7 (2) | 3  | Jonathan Palmer    | Tyrrell - Ford           | 60   | + 3 Giri                               | 22       |       |
| 8 (3) | 4  | Philippe Streiff   | Tyrrell - Ford           | 60   | + 3 Giri                               | 25       |       |
| 9 (4) | 29 | Yannick Dalmas     | Lola Larrousse - Ford    | 59   | + 4 Giri                               | 23       |       |
| Rit   | 12 | Ayrton Senna       | Lotus - Honda            | 54   | Frizione/Testacoda                     | 7        |       |
| Rit   | 16 | Ivan Capelli       | March - Ford             | 51   | Perdita d'acqua                        | 20       |       |
| Rit   | 21 | Alex Caffi         | Osella - Alfa Romeo      | 50   | Motore                                 | 26       |       |
| Rit   | 26 | Piercarlo Ghinzani | Ligier - Megatron        | 43   | Perdita d'acqua                        | 21       |       |
| Rit   | 23 | Adrián Campos      | Minardi - Motori Moderni | 32   | Trasmissione                           | 19       |       |
| Rit   | 25 | René Arnoux        | Ligier - Megatron        | 29   | Surriscaldamento                       | 18       |       |
| Rit   | 17 | Derek Warwick      | Arrows - Megatron        | 26   | Incidente                              | 11       |       |
| Rit   | 8  | Andrea De Cesaris  | Brabham - BMW            | 22   | Incidente                              | 10       |       |
| Rit   | 28 | Gerhard Berger     | Ferrari                  | 20   | Turbo                                  | 2        |       |
| Rit   | 20 | Thierry Boutsen    | Benetton - Ford          | 15   | Problema elettrico                     | 4        |       |
| Rit   | 24 | Alessandro Nannini | Minardi - Motori Moderni | 13   | Turbo                                  | 14       |       |
| Rit   | 27 | Michele Alboreto   | Ferrari                  | 12   | Motore                                 | 9        |       |
| Rit   | 9  | Martin Brundle     | Zakspeed                 | 3    | Turbo                                  | 13       |       |
| Rit   | 2  | Stefan Johansson   | McLaren - TAG Porsche    | 1    | Collisione con C.Danner e S.Johansson  | 15       |       |
| Rit   | 11 | Satoru Nakajima    | Lotus - Honda            | 1    | Collisione con C.Danner e S.Johansson  | 16       |       |
| Rit   | 10 | Christian Danner   | Zakspeed                 | 1    | Collisione con S.Nakajima, S.Johansson | 17       |       |
| Rit   | 1  | Alain Prost        | McLaren - TAG Porsche    | 0    | Collisione con N.Piquet                | 5        |       |

Tra parentesi le posizioni valide per il Jim Clark Trophy, per le monoposto con motori N/A

## Classifiche

### Piloti
| Pos | Pilota            | Punti   |
| --- | ----------------- | ------- |
| 1   | Nelson Piquet     | 73 (76) |
| 2   | Nigel Mansell     | 61      |
| 3   | Ayrton Senna      | 51      |
| 4   | Alain Prost       | 46      |
| 5   | Stefan Johansson  | 26      |
| 6   | Gerhard Berger    | 18      |
| 7   | Teo Fabi          | 12      |
| 8   | Thierry Boutsen   | 10      |
| 9   | Michele Alboreto  | 8       |
| 10  | Eddie Cheever     | 8       |
| 11  | Satoru Nakajima   | 6       |
| 12  | Riccardo Patrese  | 6       |
| 13  | Andrea De Cesaris | 4       |
| 14  | Jonathan Palmer   | 4       |
| 15  | Philippe Streiff  | 4       |
| 16  | Derek Warwick     | 3       |
| 17  | Philippe Alliot   | 3       |
| 18  | Martin Brundle    | 2       |
| 19  | René Arnoux       | 1       |
| 20  | Ivan Capelli      | 1       |

### Costruttori
| Pos | Team                  | Punti |
| --- | --------------------- | ----- |
| 1   | Williams - Honda      | 137   |
| 2   | McLaren - TAG         | 72    |
| 3   | Lotus - Honda         | 57    |
| 4   | Ferrari               | 26    |
| 5   | Benetton - Ford       | 22    |
| 6   | Arrows - Megatron     | 11    |
| 7   | Brabham - BMW         | 10    |
| 8   | Tyrrell - Ford        | 8     |
| 9   | Lola Larrousse - Ford | 3     |
| 10  | Zakspeed              | 2     |
| 11  | Ligier - Megatron     | 1     |
| 12  | March - Ford          | 1     |

### Trofeo Jim Clark
| Pos | Pilota           | Punti |
| --- | ---------------- | ----- |
| 1   | Jonathan Palmer  | 77    |
| 2   | Philippe Streiff | 68    |
| 3   | Philippe Alliot  | 43    |
| 4   | Ivan Capelli     | 38    |
| 5   | Pascal Fabre     | 35    |

### Trofeo Colin Chapman
| Pos | Team           | Punti |
| --- | -------------- | ----- |
| 1   | Tyrrell-Ford   | 145   |
| 2   | Larrousse-Ford | 43    |
| 3   | March-Ford     | 38    |
| 4   | AGS-Ford       | 35    |